# نائق یوسف‌اف
نائق یوسف‌اف (به ترکی آذربایجانی: Yusifov Naiq Nəsir oğlu)، زاده ۵ ژانویه ۱۹۷۰، روستای آق‌دام در شهرستان تووز، آذربایجان - درگذشت ۲۴ مارس ۱۹۹۲، کوخا نبی، شهرستان تووز، جمهوری آذربایجان یک سرباز و قهرمان ملی جمهوری آذربایجان بود که در جریان جنگ قره‌باغ کشته شد.

## زندگی‌نامه
نائق یوسف‌اف در تاریخ ۵ ژانویه سال ۱۹۷۰ در روستای آق‌دام از توابع شهرستان تووز زاده شد. در سال ۱۹۸۷، پس از پایان دبیرستان، به ارتش شوروی فراخوانده شد. هنگامی که او دوره خدمت سربازی بود، وضعیت در مرزهای آذربایجان با ارمنستان متشنج بود و مناطق مرزی با ارمنستان تقریباً خارج از کنترل شده بودند.
از آن‌جایی‌که نیروهای مسلح جمهوری آذربایجان در آن زمان ایجاد نشده بود، فقط گردان‌های دفاع شخصی در منطقه نظارت داشتند. وی پس از اتمام خدمت سربازی در ارتش شوروی، به یک گردان دفاع شخصی در روستایش پیوست.

## شغل نظامی
در ۲۴ مارس ۱۹۹۲، سربازان ارمنی به روستای کوخا نبی در شهرستان تووز حمله کردند. وی برای نجات سربازان ارتش جمهوری آذربایجان به روستا آمد. پس از نبردی سخت که حدود یک ساعت به طول انجامید، برای اینکه اسیر دشمن نشود، نارنجک خود را منفجر کرد. در نتیجه انفجار، سربازان ارمنی مجاور او نیز کشته شدند.

## یادبود
وی پس از مرگ با حکم ریاست جمهوری شماره ۸۳۳ به‌تاریخ ۷ ژوئن ۱۹۹۲ عنوان قهرمان ملی جمهوری آذربایجان را دریافت کرد. وی در روستای آق‌دام در شهرستان تووز به خاک سپرده شد. مدرسه‌ای که وی از آن فارالتحصیل شد به نام وی نام‌گذاری شده است.